# Леван Кобиашвили
Леван Зурабович Кобиашвили (на грузински: ლევან კობიაშვილი) е грузински футболист роден на 10 юли 1977 в Тбилиси, СССР. От 2010 г. до днес играе за Херта на поста ляв полузащитник или ляв бек.
Кобиашвили започва кариерата си в родния си град в отбора на Аваса. В следващите години сменя екипите на Металург Рустави, Динамо Тбилиси и Алания Владикавказ, за да се стигне до трансфера му през 1998 г. в германския Фрайбург, където става част от грузинската „колония“ в отбора, заедно с Александер Яшвили, Леван Цкитишвили и др. През 2003 г. преминава в Шалке 04, където подписва договор до 2010 г., но на 20 декември 2009 г. обявява, че ще напусне отбора от Гелзенкирхен. Това става факт на 1 януари 2010 г. в посока Берлин, където се присъединява към Херта.
Основната му позиция на терена е дефанзивен полузащитник, но може да се изявява и по левия фланг на халфовата линия. Силните му качества са издръжливостта и точния пас, притежава силен удар с левия крак и е отличен изпълнител на статични положения.
От 1996 г. е национален състезател за своята страна, като за момента е рекордьор по участия с грузинската фланелка.
През годините 2001 и 2005 е избиран за играч на годината в Грузия.